# Mollerup (Viborg Kommune)
 For alternative betydninger, se Mollerup. (Se også artikler, som begynder med Mollerup)
Mollerup er en landsby i Midtjylland med ca. 160 indbyggere, beliggende 6 km sydvest for Hammershøj, 25 km vest for Randers, 3 km øst for Ørum Sønderlyng og 19 km øst for Viborg. Landsbyen hører til Viborg Kommune og ligger i Region Midtjylland. I 1970-2006 hørte Mollerup til Tjele Kommune.
Mollerup hører til Ørum Sogn. Ørum Kirke ligger i Ørum.

## Faciliteter
- Mollerup-Hulbæk Kultur- og Forsamlingshus blev opført i 1888. Det har plads til 120 personer i den store sal og 30 i den lille. Huset har service til 120 personer.
- På ”Det grønne Område” i udkanten af byen på Overgårdsvej er der krolf- og petanque-baner. Her afholdes også Sct. Hans Aften.
- Midttrafiks busrute 62 betjener Mollerup med 11 afgange til både Viborg og Randers på hverdage, 6 på lørdage og 4 på søn- og helligdage.[2] Der går også skolebus til skolen i Ørum.

## Historie
I 1901 beskrives Mollerup således: "Mollerup, ved Landevejen, med Skole, Forsamlingshus og Andelsmejeri;"

### Mejeriet
Mollerup Andelsmejeri startede i 1888 med 147 leverandører og ca. 600 køer. Ved 25-års jubilæet i 1913 var antallet 281 leverandører med 1775 køer.
Foran det gamle mejeri på Østergade 105 står en sten, der blev afsløret 2. oktober 1920 til minde om Genforeningen i 1920.

### Jernbanen
Mollerup fik trinbræt med sidespor på Mariager-Fårup-Viborg Jernbane (1927-65). Det lå ½ km nordøst for landsbyen, og der kom ingen bebyggelse omkring trinbrættet. På banens tracé er der anlagt en 7½ km lang asfalteret sti mellem Hyldemosevej i Hammershøj og Vingevej i Ørum.